# Leuchtturm Tahkuna
Der Leuchtturm Tahkuna (estnisch Tahkuna tuletorn) ist ein Leuchtturm in der Gemeinde Hiiu auf der Tahkuna Halbinsel der Insel Hiiumaa in Estland.
Der Bau des Leuchtturms begann 1873. Das ungewöhnlich karierte Erscheinungsbild ergibt sich aus der gusseisernen Plattenkonstruktion des Leuchtturms, die von dem schottischen Ingenieur Alexander Gordon entworfen wurde. Die Teile des Leuchtturms wurden in Frankreich vorgefertigt und vor Ort in Tahkuna montiert. Die russische Regierung hatte ihn 1871 bei der Weltausstellung in Paris erworben. Der Leuchtturm wurde zum höchsten gusseisernen Gebäude in Estland. Die solide Konstruktion hat das raue Klima und viele Kriegsschäden überstanden. Heute sind der elegante weiße Leuchtturm und seine erhaltenen Nebengebäude als architektonische Denkmäler aufgeführt. Seit seiner Errichtung ist der Leuchtturm unverändert geblieben.
Nördlich des Leuchtturms befindet sich direkt an der Ostsee ein Denkmal des estnischen Bildhauers Mati Karmin. Die Gedenkstätte erinnert an die beim Untergang der Estonia am 28. September 1994 ums Leben gekommenen Kinder.